# Джон Дий
Джон Дий (на английски: John Dee) е бележит английски математик, астроном, астролог, окултист, навигатор, империалист и консултант на кралица Елизабет I. Той посвещава голяма част от живота си на изучаването на алхимията, гадаенето и херметичната философия.
Дий обитава световете на науката и магията, точно когато те започват да стават различими. Един от най-учените хора на своята епоха, той е поканен да изнася лекции върху напреднала алгебра в Парижкия университет докато все още е в ранните си двадесет години.
Дий е пламенен поддръжник на математиката и уважаван астроном, както и водещ експерт в навигацията, обучил мнозина от онези, които щели да се отправят на английските откривателски мореплавания. В един от няколкото си трактати, които пише през 80-те години на 16 век, насърчавайки английските изследователски експедиции в търсене на Северозападния морски път, той съчинява (или поне го въвежда в печат) термина Британска империя. Едновременно с тези усилия, Дий се отдава на световете на магията, астрологията и херметичната философия. Той посвещава много време и усилия през последните тридесет години на живота си на опити да общува с ангели, за да научи универсалния език на творението и да донесе пред-апокалиптично единство на човечеството. Ученик на ренесансовия неоплатонизъм на Марсилио Фичино, Дий не разграничава математическите си изследвания и проучванията на херметичната магия, призоваване на ангели и гадаенето. Той счита всичките си дейности за различни аспекти на същото търсене: търсенето на трансцендентално разбиране на божествените форми, които стоят в основата на видимия свят, които Дий нарича pure verities – „чисти истини“.
Високият статут на Дий като учен му позволява да играе роля в Елизабетинската политика. Той служи като съветник и наставник на Елизабет I и поддържа взаимоотношения с нейните министри Франсис Уолсингам и Уилям Сесил. Дий също наставлява и се ползва с покровителството на сър Филип Сидни, неговият чичо Робърт Дъдли, 1-ви граф на Лестър, Едуард Дайър и сър Кристофър Хатън.
До края на живота си Дий събира най-голямата библиотека в Англия и една от най-големите в Европа.

## Биография

### Ранен живот
Дий е роден на 13 юли 1527 година в Тауър Уорд, Лондон, в уелско семейство, чието фамилно име произлиза от уелското du – „черен“. Баща му Роланд е търговец на платове и дребен придворен. Семейството на Дий пристига в Лондон малко след коронацията на уелсеца Хенри Тюдор като Хенри VII.
Дий посещава Челмфордското католическо училище от 1535, след това от ноември 1542 до 1546 – колежът Сейнт Джонс в Кеймбридж. Големите му способности са признати и той е направен съосновател на колежа Тринити, където сценичните ефекти, които създава за изпълнение на „Мир“ от Аристофан му донасят репутацията на магьосник, с която не се разделя през целия си живот. В края на 40-те и началото на 50-те години на 16 век той отива в Европа, където учи в Льовен (1548) и Брюксел и изнася лекции в Париж върху Евклид. Той учи с Джема Фризиус и става близък приятел на Герардус Меркатор, връщайки се в Англия със значителна колекция математически и астрономически инструменти. През 1552 г., той се среща с Джироламо Кардано в Лондон: те заедно проучват машина за постоянно движение и скъпоценен камък, за който се твърди, че има магически свойства.
Ректор в Ъптън на Севърн от 1553 г., на Дий се предлага да изнася лекции по математика в Оксфорд през 1554 г., което той отказва, бидейки зает с писане и може би надявайки се на по-добра позиция в съда. През 1555 г., Дий става член на компанията на търговците на платове Worshipful Company of Mercers, подобно на баща си, чрез системата на компанията за наследяване
През същата година, 1555, той е арестуван и обвинен в calculating („изчисляване“), за това, че е направил хороскопи на кралица Мери и принцеса Елизабет; обвиненията са разширени до измяна срещу Мери. Дий се явява в Звездната палата и се освобождава, но е предаден на католическия епископ Бонър за религиозно изпитване. Силната му и доживотна склонност към потайност вероятно влошавайки нещата, целият този епизод е само най-драматичния в поредица от атаки и клевети, които го преследват през целия му живот. Изчиствайки отново името си, той скоро става близък сътрудник на Бонър.
През 1556 г. Дий представя на кралица Мери визионерски план за съхраняване на стари книги, ръкописи и записи и основаване на национална библиотека, но предложението му не е прието. Вместо това той разширява личната си библиотека в дома си в Мортлейк, неуморно придобивайки книги и ръкописи в Англия и на Европейския континент. Библиотеката на Дий, център за учение извън университетите става най-голямата в Англия и привлича много учени.
Когато Елизабет се възкачва на трона през 1558 г., Дий става неин доверен съветник по астрологични и научни въпроси, сам избирайки датата на коронацията на Елизабет. От 50-те до 70-те години на 16 век той служи като съветник на английските откривателски плавания, осигурявайки техническа помощ в навигацията, и идеологична подкрепа за създаването на „Британска империя“, термин, който пръв употребява. Дий написва писмо до Уилям Сесил, 1-ви барон Бърли през октомври 1574, търсейки подкрепа. Той твърди, че има окултно знание за съкровище в Уелската марка и за древни ценни ръкописи, пазени в замъка Уигмор, знаейки, че предците на Кралския ковчежник са дошли от тази област. През 1577 г. Дий публикува General and Rare Memorials pertayning to the Perfect Arte of Navigation, творба, която излага виждането му за морска империя и предявява английски териториални претенции към Новия свят. Дий се запознава с Хъмфри Гилбърт и е близък със сър Филип Сидни и неговия кръг.
През 1564 г., Дий написва херметическата творба Monas Hieroglyphica („Йероглифната монада“), изчерпателна кабалистична интерпретация на измислен от него глиф, предназначен да изрази мистичното единство на цялото творение. Той отива в Унгария, за да подари копие лично на Максимилиан II, свещен римски император. Тази творба е високо ценена от много от съвременниците на Дий, но загубата на тайната устна традиция от средата на Дий прави творбата трудна за интерпретиране днес. В епизод на популярната телевизионна поредица „QI“, излъчена по BBC1 на 2 април 2010, водещият Стивън Фрай заявява, че кодът '007', използван за Джеймс Бонд, произлиза от този глиф.
Той публикува „Математичен предговор“ на английския превод на Хенри Билингсли на „Елементи“ от Евклид през 1570 г., застъпвайки централната важност на математиката и очертавайки влиянието на математиката върху другите науки и изкуства. Предназначен за публика извън университетите, той се оказва най-влиятелната и често преиздавана творба на Дий.

### Британски империалист
От 1570 г. Дий застъпва политика на политическо и икономическо засилване на Англия и имперска експанзия в Новия свят. В своя ръкопис Brytannicae reipublicae synopsis (1570) той очертава настоящето състояние на Елизабетинското кралство и се занимава с търговия, етика и национална сила.
Неговите General and rare memorials pertayning to the Perfect Arte of Navigation („Общи и редки мемориали относно съвършеното изкуство на навигацията“) (1576), е първият том от незавършена поредица, предвидена да пропагандира издигането на имперската експанзия. В силно символичния фронтиспис, Дий включва фигура на Британия, коленичеща до брега, умолявайки Елизабет I да защитава империята си като усили флота си. Дий използва включването от Джефри Монмутски на Ирландия в имперските завоевания на крал Артур, за да твърди, че Артур е установил „Британска империя“ в чужбина. Той се застъпва за експлоатация на новите земи чрез колонизация и това виждане може да стане реалност чрез морско върховенство. Правейки тези аргументи, на Дий се приписва първата употреба на английски език на термините Brytish Iles (Британски острови) и Brytish Impire (Британска империя).
Дий предявява формална претенция към Северна Америка на гърба на карта, направена в 1577 – 80; той отбелязва Circa 1494 Mr Robert Thorn his father, and Mr Eliot of Bristow, discovered Newfound Land („Около 1494 г. г-н Робърт Торн неговият баща и г-н Елиът от Бристоу, открили Нюфаунд Ленд“). В своята Title Royal („Кралска харта“) от 1580 той измисля твърдението, че Мадог аб Оуейн Гуинед бил открил Америка, което е замислено, за да се покаже, че претенцията на Англия към Новия свят е по-силна от тази на Испания. Той стига дотам, че твърди, че Брут Британски и крал Артур били завоювали земи в Америка и следователно техният наследник Елизабет има приоритетна претенция там.

### По-късен живот
До ранните осемдесет години на 16 век Дий става все по-недоволен от своя напредък в научаването на тайните на природата и от своята липса на влияние и признание. Той започва да се обръща към свръхестественото като средство за придобиване на знание. По-специално той се опитва да се свърже с ангели чрез употребата на кристална топка, която да бъде посредник между него и ангелите.
Първите опити на Дий не са задоволителни, но през 1582 г. се среща с Едуард Кели, който силно го впечатлява със способностите си. Дий взема Кели на служба при него и започва да посвещава всичката си енергия на свръхестествените си търсения. Тези „духовни конференции“ или „деяния“ се извършват с вид на интензивна християнска набожност, винаги след периоди на пречистване, молитви и пост. Дий е уверен в ползите, които те може да донесат на човечеството. Дий твърди, че ангелите му издиктували няколко книги по този начин някои в специален ангелски или енохийски език.
През 1583 г., Дий се среща с гостуващия полски благородник Алберт Ласки, който го поканва да го придружи при връщането му в Полша. С известно подканване от ангелите, Дий е убеден да отиде. Дий, Кели и техните семейства отиват на континента през септември 1583 г., но Ласки се оказва банкрутирал и е недобро положение в собствената си страна. Дий и Кели започват номадски живот в Централна Европа, но продължават духовните си конференции, които Дий прилежно записва. Той има аудиенции при император Рудолф II и полския крал Стефан и се опитва да ги убеди във важността на своите ангелски общувания. Особено интересна е срещата му с крал Стефан, която се състои в кралския замък Ниеполомице (близо до Краков, тогава столица на Полша) и е по-късно обширно анализирана от полски историци (Ryszard Zieliński, Roman Żelewski, Roman Bugaj) и писатели (Waldemar Łysiak). Те предполагат, че срещата може и да е имало скрити политически мотиви, като се вземе предвид близостта на Дий с кралица Елизабет. Полският крал започва с изявление, че всички пророчески откровения са завършени с мисията на Исус Христос. Той също подчертава, че ще участва в събитието, при условие, че няма да има нищо срещу учението на Светата Католическа църква.
По време на специална конференция в Бохемия през 1587 г., Кели казва на Дий, че ангелът Уриел е заповядал, че двамата мъже трябва да споделят съпругите си. Кели, който по това време ставал виден алхимик и бил много по-търсен от Дий, може да е използвал това като начин за приключване на техните духовни конференции. Заповедта причинява на Дий голямо терзание, но той не се съмнява в нейната автентичност и изглежда позволил да бъде изпълнена, но прекъснал конференциите веднага след това и не видял Кели отново. Дий се връща в Англия през 1589 г.

### Последни години
Дий се връща в Мортлейк след шест години и намира библиотеката си съсипана, много от ценните му книги и инструменти откраднати. Той търси подкрепа от Елизабет, която най-сетне го прави ректор на Христовия колеж, Манчестър, през 1595 г. Този някогашен Колеж за свещеници е преоснован като протестантска институция с Кралска харта през 1578 г.
Той обаче не може да упражнява много контрол върху колегите, които го презират или го мамят. През 1605 г. напуска Манчестър и се връща в Лондон, но остава ректор до смъртта си. До това време Елизабет вече била починала, а Джеймс I, неблагоразположен към каквото и да било, свързано със свръхестественото, не осигурява помощ. Дий прекарва последните си години в бедност в Мортлейк, принуден да разпродаде части от имуществото си, за да издържа себе си и дъщеря си, Катрин, която се грижи за него до края. Той умира в Мортлейк през 1608 или началото на 1609 г. на възраст 82 г.

### Личен живот
Дий се жени два пъти и има осем деца. Първият му брак вероятно е от 1565 г. до смъртта на жена му през около 1576 г. От 1577 до 1601 г. Дий поддържа прилежен дневник. През 1578 г. той се жени за двадесет и три годишната Джейн Фромонд (Дий е на петдесет и една години по това време). Тя е съпругата, която Кели твърди, че Уриел е изискал да споделят и въпреки че Дий се съгласява за известно време, това в крайна сметка причинява разделянето на двамата мъже. Джейн умира по време на чумата в Манчестър и е погребана през март 1604 г., заедно с няколко от децата му. Синът му Артър също е алхимик и автор на херметически произведения. Антикварят Джон Обри дава следното описание на Дий: „Той беше висок и слаб. Носеше мантия като мантия на артист, с висящи ръкави и цепка.... Много светъл, ясен сангвинничен тен... дълга брада, бяла като мляко. Много хубав мъж“.